# Alte Donau (Wien)

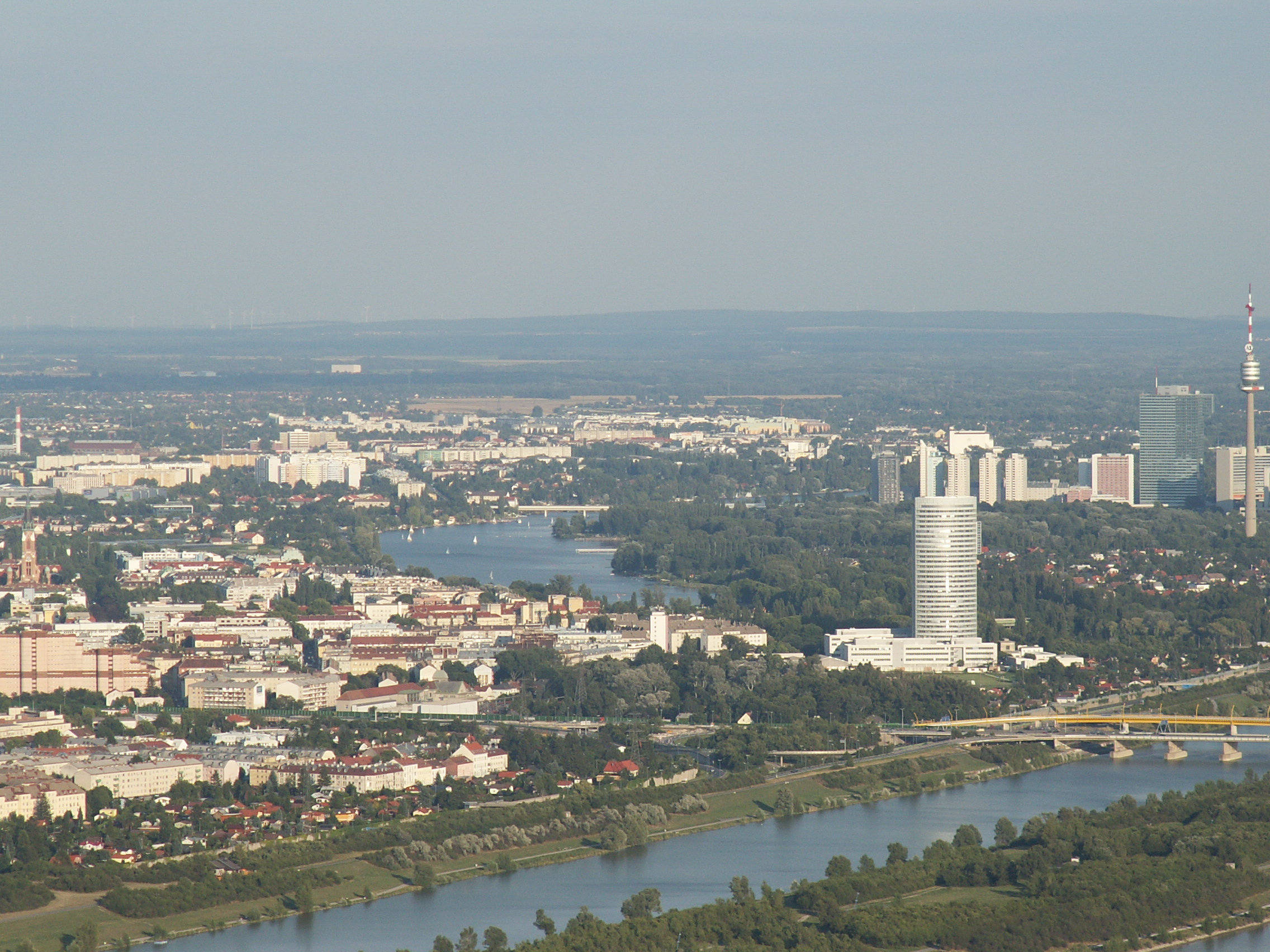
Die Obere Alte Donau vom Leopoldsberg aus, im Vordergrund ein Teil der Donauinsel und der Neuen Donau, am rechten Rand der Donauturm

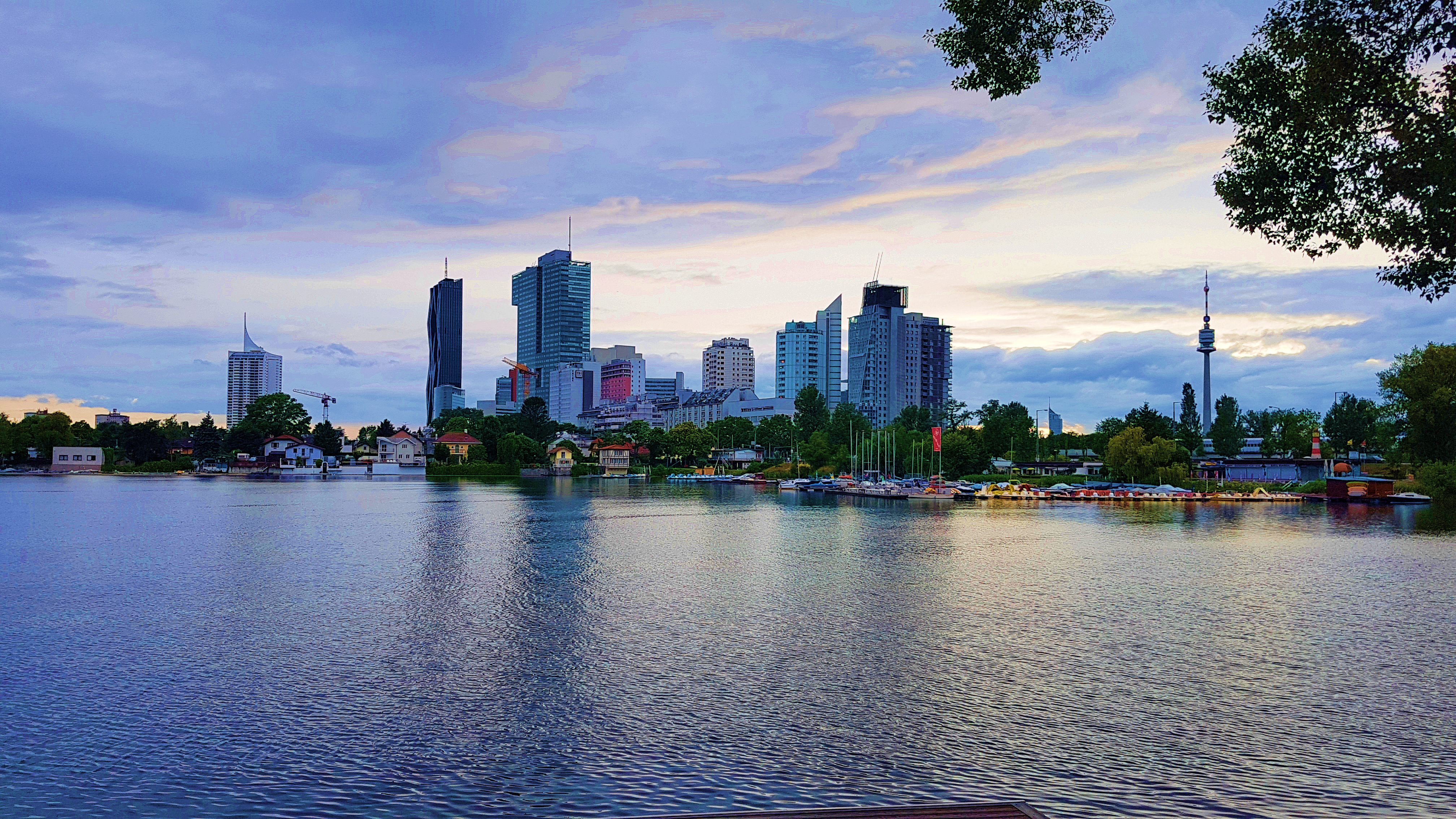
Alte Donau in Blickrichtung der Donau City

Die Alte Donau ist ein Altarm der Donau in Wien. Sie liegt orografisch links (nordöstlich) der den Donau-Hauptstrom begleitenden Neuen Donau, hat aber weder mit dieser noch mit der Donau selbst eine direkte Verbindung. Die Obere Alte Donau erstreckt sich von der Floridsdorfer Brücke bis zur Kagraner Brücke, die Untere Alte Donau von der Kagraner Brücke bis zur Donaustadtbrücke. Ein kleiner Teil neben der Floridsdorfer Brücke  ist als Floridsdorfer Wasserpark gestaltet.

## Geschichte
Früher verzweigte sich die Donau im Wiener Bereich in viele einzelne Arme und Gerinne und bildete ein weites, wildes Augebiet (siehe z. B. Fahnenstangenwasser). Der Hauptstrom änderte nach Hochwässern immer wieder seinen Lauf, wodurch der Bau von festen Brücken unmöglich war, da diese durch fast jeden der häufigen Eisstöße zerstört wurden. Im frühen 18. Jahrhundert wurde die heutige Alte Donau nach mehreren verheerenden Überschwemmungen zum Hauptarm der Donau (auch als Floridsdorfer Arm bezeichnet). Im Zuge der als Hochwasserschutz projektierten Donauregulierung (1870–1875) wurde die Alte Donau vom neu gegrabenen heutigen Hauptstrom abgetrennt; sie ist seitdem ein Binnengewässer mit einer Fläche von rund 1,6 km² und einer mittleren Tiefe von 2,5 Meter (maximale Tiefe: 6,8 Meter). Die Alte Donau ist vom unmittelbaren Donauwasserzufluss abgeschnitten und wird überwiegend durch das Grundwasser gespeist.  
Im Bereich der heutigen Alten Donau standen früher Schiffsmühlen. Weiters wurde an ihrem Ufer das erste Donaudampfschiff in Österreich, die Franz I., gebaut, und die Wasserflugzeuge der Lohner-Flugzeugwerke wurden auf ihr erprobt.

## Gewässerökologie
Anfang der 1990er Jahre war die durch Überdüngung verursachte Algenbelastung eine starke Plage. Durch das mittlerweile errichtete Entlastungsgerinne (Neue Donau) und den durch das Kraftwerk Freudenau auf sehr gleichmäßigen Wasserstand gehaltenen Einstau im Hauptstrom wurden die natürlichen Schwankungen des Grundwasserstandes stark verringert. Aufgrund der weggefallenen Grundwasserdynamik fand kein ausreichender Wasseraustausch in der Alten Donau mehr statt. Dadurch kam es zu einer Eutrophierung des Gewässers.
Ab 1996 wurde eine chemische Gewässerbehandlung begonnen, bei der durch Phosphatfällung durch Eisenchlorid der Nährstoffgehalt im Wasser abgebaut wurde und durch Zugabe von Calciumnitrat der Abbau von organischen Stoffen auf dem Seegrund gefördert wurde. Zusätzlich wurden Maßnahmen zur Gewässerreinhaltung im Umfeld durchgeführt, wie eine Verbesserung der Abwasserbeseitigung in den umliegenden Gebieten.
Ab dem Jahre 2002 wurden zur Erhaltung der Wasserqualität nach der chemischen Sanierung weitere Maßnahmen in die Wege geleitet. Einerseits wird seit 2002 durch Ableiten von Wasser der Alten Donau in die Obere Lobau der Wasserspiegel jedes Frühjahr um 20 cm abgesenkt. Durch diese Simulation der früheren natürlichen Grundwasserspiegelschwankung wird der Zufluss von sauberem Grundwasser gefördert. Zusätzlich wird seit 2006 für einige Wochen jährlich Wasser aus der Neuen Donau in die Alte Donau übergeleitet. Die Einleitung erfolgt am unteren Ende, die Entnahme und Rückleitung im Bereich des Wasserparks am Nordende. Dieser Wasseraustausch senkt den pH-Wert der Alten Donau und verbessert zugleich die Wasserqualität im Wasserpark.
Da diese Maßnahmen nur über einen beschränkten Zeitraum im Jahr angewandt werden können, sollte ab Frühjahr 2016 die Einleitung von Wasser aus der Neuen Donau über einen biologischen Bodenfilter (ähnlich einer Pflanzenkläranlage) erfolgen, der im Wasserpark errichtet wird. Dies ist notwendig, da bisher eine Zuleitung von Donauwasser nur hilfreich war, wenn dessen Nährstoffgehalt niedriger als der des Wassers in der Alten Donau war. Im Bodenfilter wird der Nährstoffgehalt des Dotationswassers gesenkt und der Kalziumgehalt erhöht. Die vertikal durchströmte Anlage, die am Südufer des Wasserparks errichtet wird, hat eine Größe von 2.000 m² und eine Kapazität von 90 l/s. Durch Bepflanzung des Filterbeets mit blühenden Wasserpflanzen und eine Promenade mit Sitzbänken wird die Anlage ins Landschaftsbild des Wasserparks integriert. Das aufbereitete Wasser kann entweder in den Wasserpark oder direkt in die Alte Donau geleitet werden. Ebenso kann in einem pumpengestützten Kreislauf gezielt das Wasser des Wasserparks über den Filter geführt werden.

## Freizeitnutzung

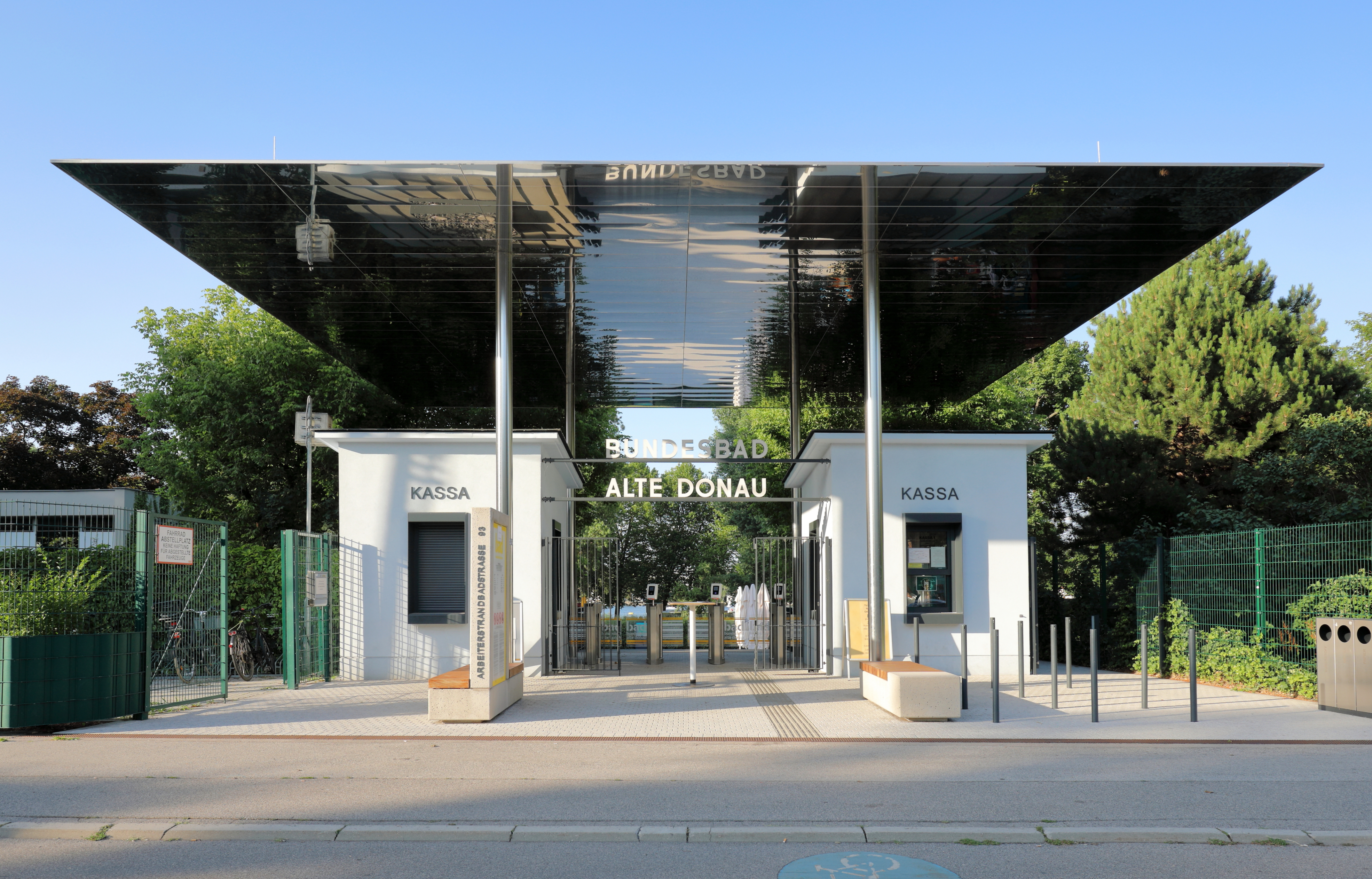
Bundesbad Alte Donau

Heute ist die Alte Donau ein wichtiges, dank der U-Bahn dem Stadtzentrum nahes Freizeit- und Badeareal. Mehrere sehr populäre öffentliche Strandbäder sind an den Ufern zu finden, unter anderem auch das bekannteste von ihnen, das Gänsehäufel. Ein weiteres Strandbad ist das Bundesbad Alte Donau mit einer Gesamtfläche von rd. 61.000 m², das 1919 als Militärschwimmschule eröffnet wurde und in den 1950er Jahren der Öffentlichkeit zugänglich gemacht wurde.
Wer ein öffentliches Strandbad oder einen ruhigen Badeplatz bevorzugt, wird zur Alten Donau fahren; wer aber noch etwas anderes will – zum Beispiel Radfahren oder Wasserschilaufen – sollte sich einen Badeplatz an der Neuen Donau suchen.

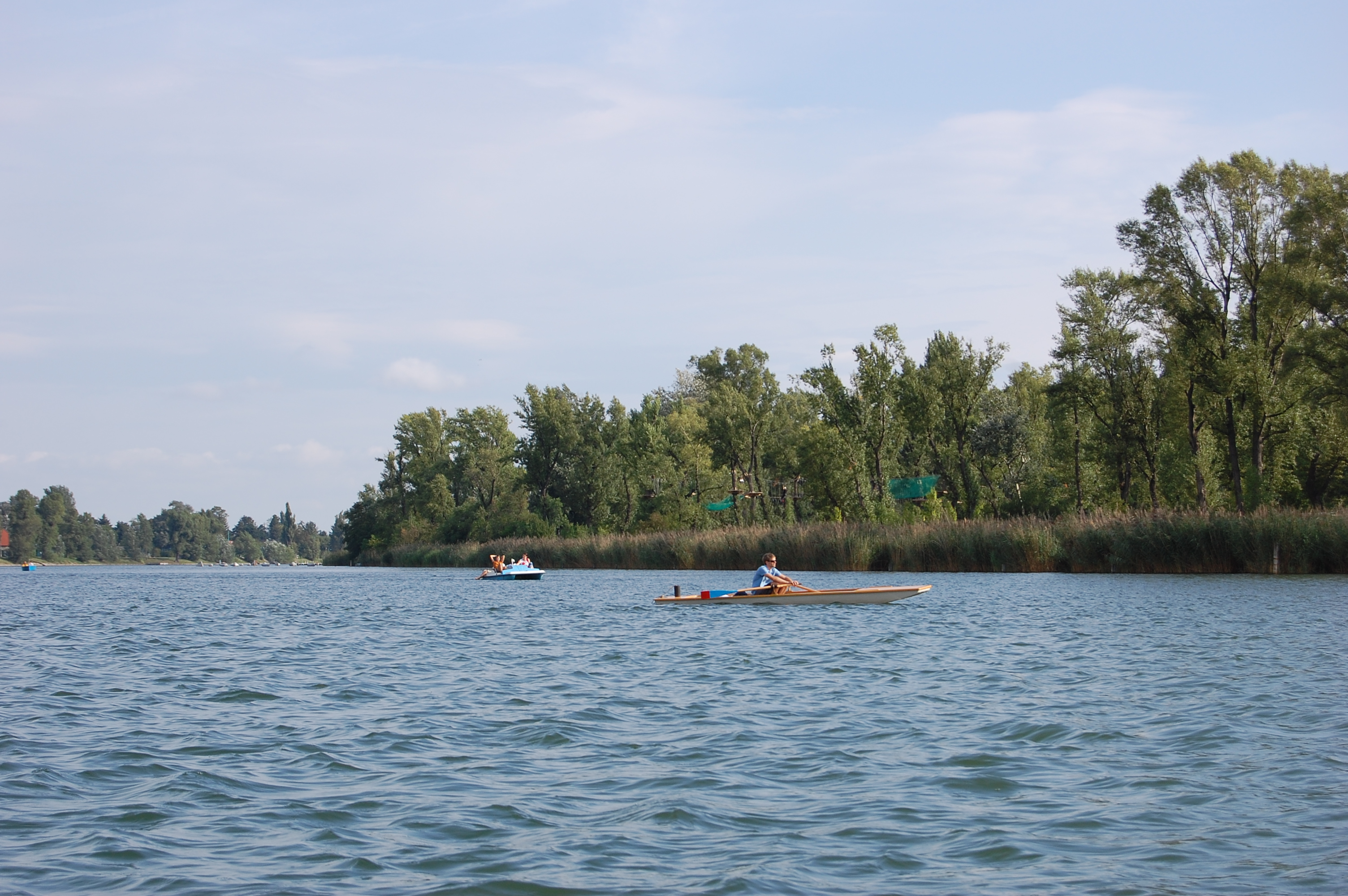
Freizeitnutzung der Alten Donau mit Ruder- und Tretbooten

An der Alten Donau kann man Ruder-, Segel-, Tret- und Elektroboote oder Surfbretter mieten. Sie ist als Segelrevier für Anfänger gut geeignet, allerdings können durch die umliegenden Hochhäuser (Donau City und UNO-City) teilweise tückische Winde auftreten.
Einige Rudervereine und -klubs nutzen die Alte Donau zu Trainingszwecken. Im Sommer werden auf der Unteren Alten Donau Ruderregatten wie zum Beispiel Vienna Nightrow ausgetragen.
Im Winter kann die Alte Donau auch als Eislauffläche genutzt werden, jedoch besteht dabei jederzeit ein Einsturzrisiko, da die Dicke der Eisfläche von offizieller Seite nicht kontrolliert wird. Vor allem durch wärmere Grundwasserzuströme kann die Eisfläche, auch wenn die Temperaturen weit unter Null liegen, schnell von unten aus auftauen.